# Rorippa cryptantha
Rorippa cryptantha är en korsblommig växtart som först beskrevs av Achille Richard, och fick sitt nu gällande namn av Robyns och Raymond Boutique. Rorippa cryptantha ingår i släktet fränen, och familjen korsblommiga växter. Inga underarter finns listade i Catalogue of Life.